# Hippodrome de Salto
L’hippodrome de Salto est un circuit de courses hippiques situé dans le quartier nord, à Salto, capitale du département de Salto, en Uruguay.

## Description
L'hippodrome qui a été créé en 1889 est le principal site hippique du département de Salto. En 2012, l'Intendance de Salto a proposé de le racheter afin de remédier aux problèmes de détérioration de la piste. Malgré cette tentative de reprise en main, l'hippodrome de Salto a beaucoup réduit ses activités depuis l'année 2015.
Le parc hippique s'étend sur une surface de 100 hectares au nord de la ville de Salto près de l'arroyo San Antonio Grande. Une vingtaine de personnes travaillent sur le site hippique composée de jockeys, portiers, personnel travaillant dans les boxes, dans les guichets des paris et dans la cantine. La piste sert d'entraînement hippique pour les jockeys qui s'exercent toute l'année et dont d'autres viennent de Pueblo Belén, Villa Constitución, Colonia Lavalleja, et même de Paysandú ou de Bella Unión.
Deux courses hippiques constituent des événements annuels de l'activité de l'hippodrome de Salto : le 1er mai, jour mondial de la Fête du Travail et le 25 août, jour de la Fête de l'indépendance de l'Uruguay.